# أليكس يونغ
أليكس يونغ (بالإنجليزية: Alex Young) (و. 1989  م) هو لاعب كرة السلة، من الولايات المتحدة، ولد في غاري , إنديانا، يلعب كلاعب هجوم صغير الجسم.

## روابط خارجية
- أليكس يونغ على موقع كرة السلة الأوروبية.كوم (الإنجليزية)
- أليكس يونغ على موقع كلية كرة السلة في سبورتس رفرنس.كوم (الإنجليزية)
- أليكس يونغ على موقع ريلجم (الإنجليزية)
- أليكس يونغ على موقع بروبوليرز (الإنجليزية)
- أليكس يونغ على موقع سبورتس رفرنس (الإنجليزية)